# جواز سفر لبناني
جواز السفر اللبناني يتم إصداره للمواطنين اللبنانيين بغرض الرحلات الخارجية. مكتوب على غلافه «الجمهورية اللبنانية، جواز سفر» بكلتا اللغتين العربية والفرنسية. محتويات جواز السفر باللغة العربية والفرنسية والإنجليزية.
وتقوم المؤسسة الفرنسية Imprimerie Nationale (بالعربية: المطبعة الوطنية، سابقا اسمها Manufacture Royale D'imprimerie، والتي قام بتأسيسها الكاردينال ريشيليو في العام 1538) بإصدار جوازات السفر اللبنانية وجوازات السفر الفرنسية على حد سواء.

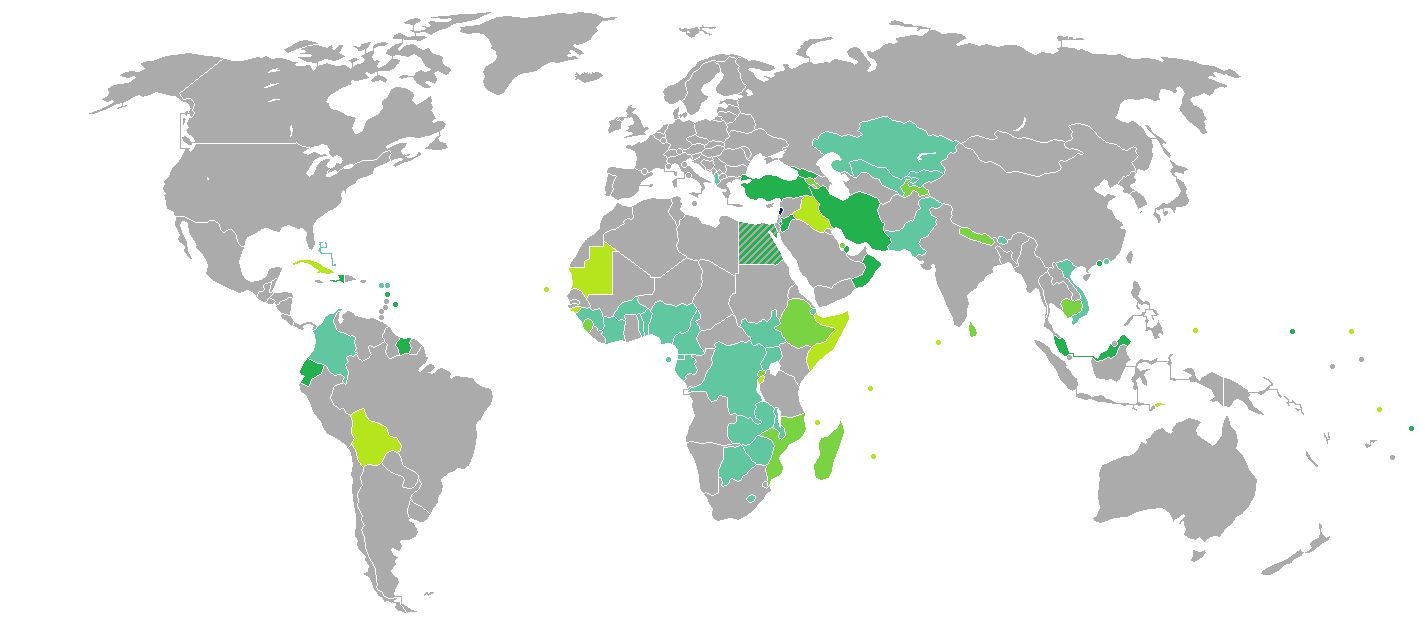
البلدان والأقاليم التي لا تفرض تأشيرة أو تطلب تأشيرة دخول عند الوصول للجهة، لحاملي جوازات السفر اللبنانية العادية.

## معرض صور

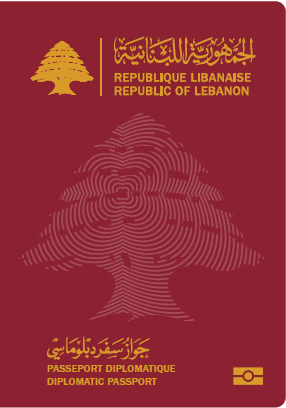
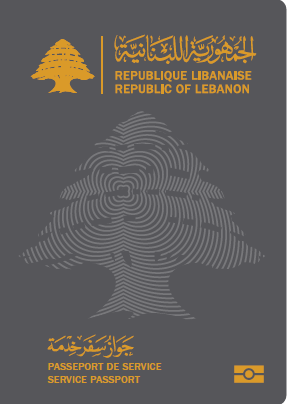
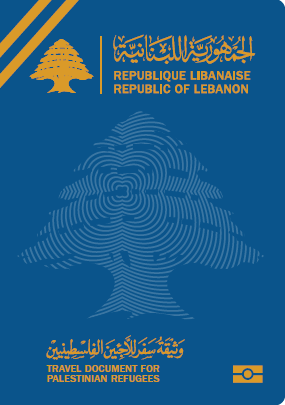
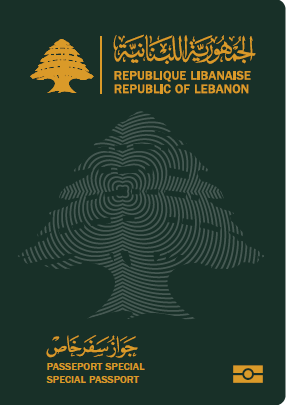